# Megumi Takase
Megumi Takase (født 10. november 1990) er en japansk fodboldspiller. Hun har tidligere spillet for Japans kvindefodboldlandshold.

## Japans fodboldlandshold
| Japans landshold | Japans landshold | Japans landshold |
| År               | Kmp              | Mål              |
| ---------------- | ---------------- | ---------------- |
| 2010             | 12               | 4                |
| 2011             | 7                | 0                |
| 2012             | 10               | 1                |
| 2013             | 6                | 0                |
| 2014             | 17               | 4                |
| 2015             | 6                | 0                |
| 2016             | 3                | 0                |
| Total            | 61               | 9                |